# خندق بيرو-تشيلي

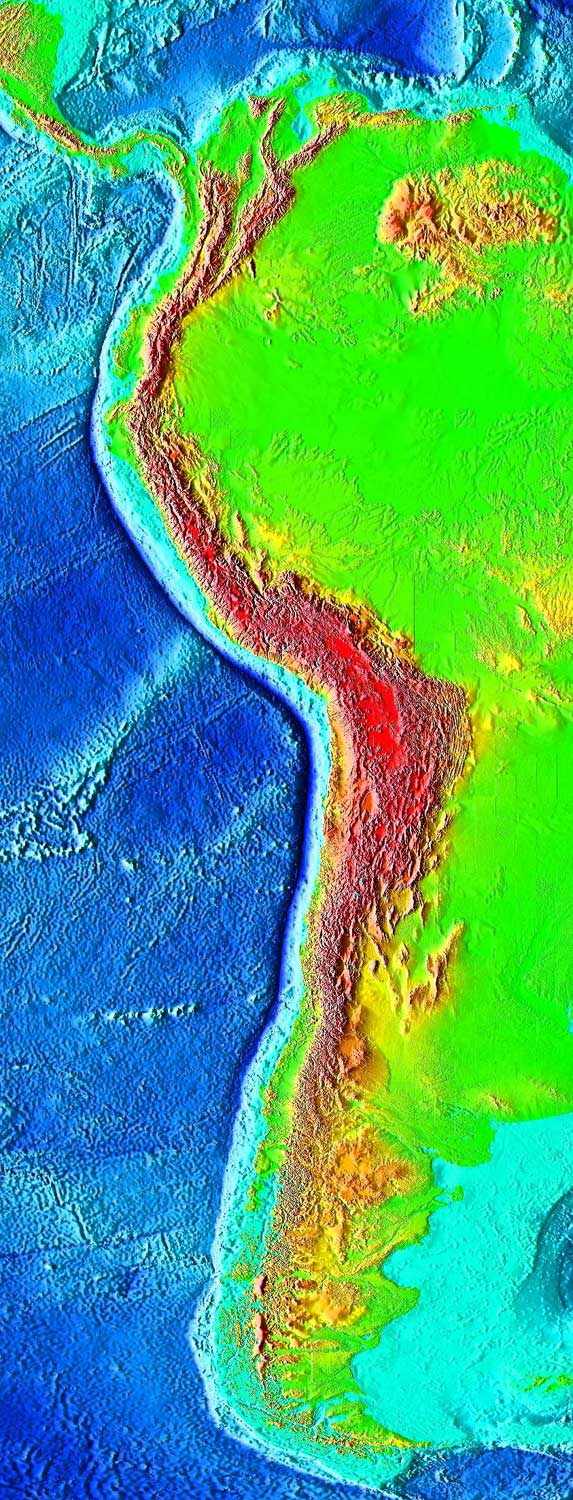
صورة للخندق

خندق بيرو-تشيلي، المعروف أيضًا باسم خندق أتاكاما، هو خندق محيطي في شرق المحيط الهادئ، على بعد حوالي 160 كم قبالة سواحل بيرو وتشيلي وساحل صحراء أتاكاما. يصل إلى عمق 8,065 متر (26,460 قدم) كحد أقصى تحت مستوى سطح البحر في نقطة ريتشاردز ديب ( 23°10′45″S 71°18′41″W / 23.17917°S 71.31139°W ) ويبلغ طول الخندق 5900 كم وعرضه المتوسط 64 كم ويغطي مساحة تبلغ حوالي 590000 كم2 (228000 ميل2). والخندق يحدد الحدود بين اندساس صفيحة نازكا وتجاوز صفيحة أمريكا الجنوبية.